# Кюттнер, Йоахим

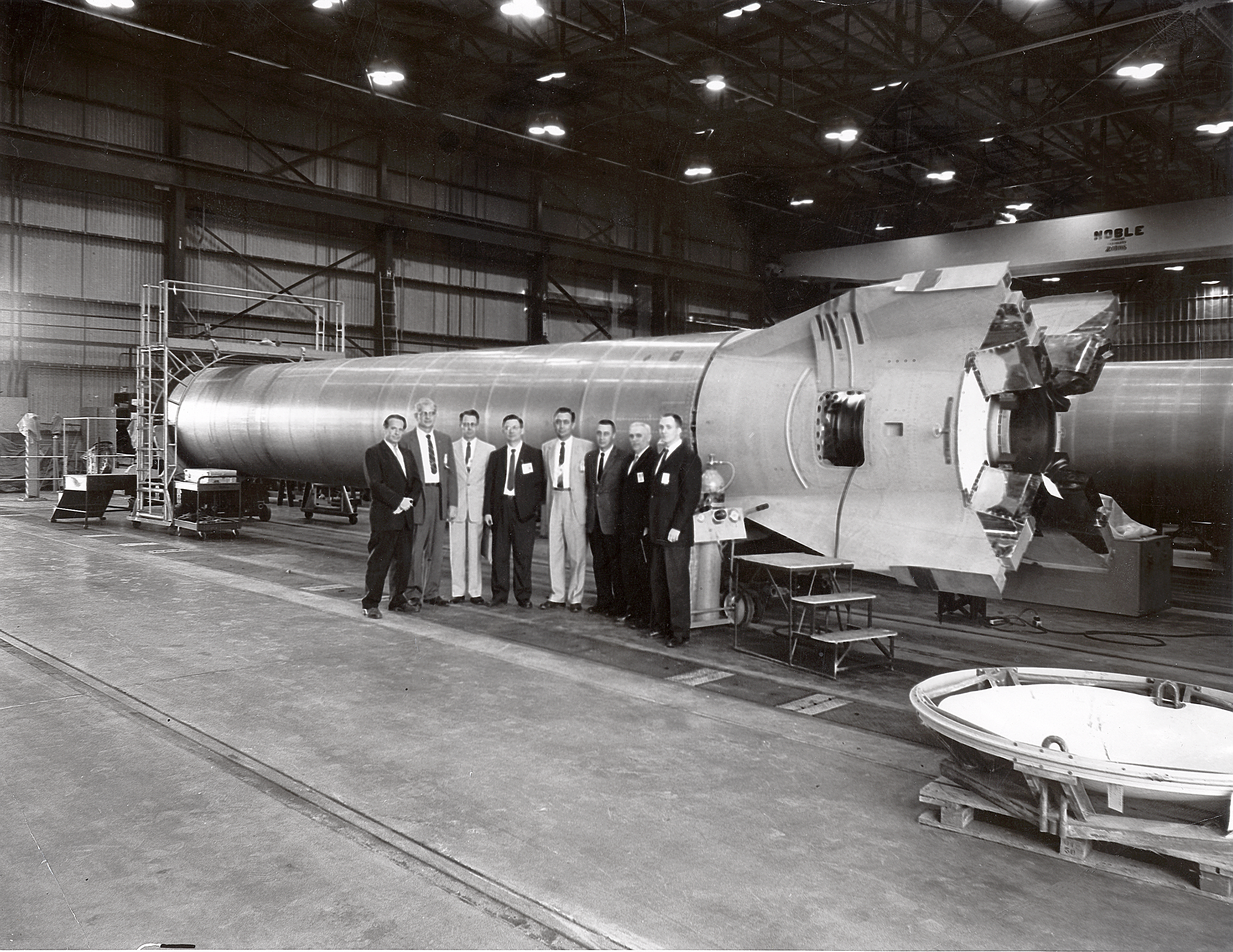
Ускоритель ракеты-носителя «Меркурий-Редстоун». Менеджер проекта MSFC Mercury-Redstone Йоахим Кюттнер (слева) и официальные лица центра принимают астронавта MR-4 Гаса Гриссома (6-й слева).

Иоахим Кюттнер (21 сентября 1909, Бреслау, Пруссия — 24 февраля 2011, Боулдер, Колорадо) — немецко-американский учёный, специалист по физике атмосферы.

## Германия
Родился и вырос в Бреслау, Германия. С детства интересовался изучением атмосферы, однако начал образование с изучения права и экономики. В 21 год получил докторскую степень в этой области. Работал в судах небольших городков. Когда в 1930-х годах правовая и политическая структура Германии ухудшилась, переключился на получение второй докторской степени, на этот раз по метеорологии. Для своей диссертации  использовал 25 планеров с приборами для сбора данных о подветренных волнах — недавно обнаруженных особенностях, образующихся с подветренной стороны гор. Установил мировой рекорд высоты для планеров, поднявшись без кислорода на высоту 6800 метров.
Во время Второй мировой войны проводил лётные испытания самого большого в мире самолёта «Гигант», едва избежав при этом гибели в катастрофе: его парашют раскрылся на высоте 200 метров. Провел три года, изучая атмосферные явления, в том числе грозовое электричество, в обсерватории на вершине Цугшпитце, самой высокой точки Германии.

## Переезд в США
В начале 1950-х годов переехал в США и присоединился к проекту Sierra Wave Project в качестве научного руководителя, исследуя подветренные волны в Калифорнии. Когда стартовала космическая программа США, работал в Центре космических полетов имени Маршалла и был назначен директором проекта «Меркурий Редстоун», кульминацией которого стал запуск в космос первого американца Алана Шепарда.  Возглавлял системную интеграцию на ранних этапах проекта «Аполлон».

## Проект GATE
Планировал и координировал многие международные проекты по исследованию атмосферы, в том числе знаковый Атлантический тропический эксперимент (Atlantic Tropical Experiment  GATE) в рамках Международной программы исследований атмосферы, в котором участвовало более 70 стран; Муссонный эксперимент (MONEX) и Центрально-экваториально-тихоокеанский эксперимент (CEPEX)  в 1993 году.

## Последние годы
В 1980-х годах  работал в Национальном центре атмосферных исследований (США) . Незадолго до смерти в 2011 году Федеративная Республика Германия наградила Кюттнера Офицерским крестом ордена «За заслуги» — одной из высших гражданских наград Германии.